# Gioiese 1918
Gioiese 1918 es un club de fútbol de Italia, con sede en Gioia Tauro, en la región de Calabria. Fue fundado en 1918 y compite en la Eccellenza Calabria, quinta categoría del fútbol italiano.

## Historia
La Associazione Sportiva Dilettantistica Gioiese 1918, conocida como Gioiese, es un club de fútbol italiano fundado en 1918. Tras participar en diversos campeonatos regionales, logró ascender a la Serie C en la temporada 1946-1947. En el año 1973-1974, bajo la dirección de Franco Scoglio, estuvo cerca de ascender a la Serie C, obteniendo el segundo lugar en la Serie D. En 1982-1983 logró el ascenso a la Serie C2. Sin embargo, en 2004, debido a problemas económicos, el club desapareció. En 2012-2013, la Libero Calcio Nuova Gioiese logró el ascenso a la Serie D y en la temporada 2022-2023, el equipo alcanzó nuevamente la promoción a la Serie D.

## Palmarés

### Torneos interregionales
- Campionato Interregionale (1): 1981-82 (Grupo I)

### Torneos regionales
- Eccellenza Calabria (3): 1993-94, 2012-13, 2022-23
- Promozione Calabria (4): 1953-54, 1971-72, 1979-80, 2006-07 (Grupo B)
- Prima Categoria Calabria (1): 2015-16 (Grupo D)
- Copa Italia de Aficionados Calabria (1): 2022-23